# Mchowo (województwo wielkopolskie)
Mchowo – wieś w Polsce położona w województwie wielkopolskim, w powiecie kolskim, w gminie Babiak.
W latach 1975–1998 miejscowość administracyjnie należała do województwa konińskiego.

## Informacje ogólne
Wieś położona jest 12 km na wschód od Sompolna, przy drodze wojewódzkiej nr 269 i nieczynnej linii kolejki wąskotorowej do Włocławka. Po raz pierwszy wymieniona w dokumencie z 1456 r.

## Dwór
Dwór z początków XIX wieku, rozbudowywany w następnym stuleciu. Jest budynkiem parterowym, wzniesionym na planie litery L. Przykrywa go dach czterospadowy. Dwór otoczony jest parkiem krajobrazowym o powierzchni ok. 3,5 ha. Rosną tam głównie drzewa rodzime.